# Bol'šaja Loptjuga
La Bol'šaja Loptjuga (grande Loptjuga) è un fiume della Russia europea nordoccidentale, affluente di sinistra del Mezen'. Scorre nell'Udorskij rajon della Repubblica dei Komi.
Nasce e scorre nelle zone piatte e paludose nella zona occidentale della Repubblica dei Komi; sfocia nel Mezen' nel suo alto corso, a 618 km dalla foce.
Non incontra centri urbani di rilievo in tutto il suo corso, dal momento che scorre in una delle zone più remote della Russia europea.
Il principale affluente è il fiume Ëd (lungo 151 km), proveniente dalla sinistra idrografica.